# Bruzdniczek krótkotrzonowy
Bruzdniczek krótkotrzonowy (Clitopilus pinsitus (Fr.) Joss.) – gatunek grzybów należący do rodziny dzwonkówkowatych (Entolomataceae).

## Systematyka i nazewnictwo
Pozycja w klasyfikacji według Index Fungorum: Clitopilus, Entolomataceae, Agaricales, Agaricomycetidae, Agaricomycetes, Agaricomycotina, Basidiomycota, Fungi.
Po raz pierwszy opisał go w 1821 r. Elias Fries, nadając mu nazwę Agaricus pinsitus. Obecną nazwę, nadał mu w 1937 r. Marcel Josserand, przenosząc go do rodzaju Clitopilus. Niektóre inne Synonimy naukowe:
- Clitocybe piniaria (Bosc) Sacc. 1887
- Dendrosarcus pinsitus (Fr.) Kuntze 1898
- Phyllotus pinsitus (Fr.) P. Karst. 1879

Nazwę polską zaproponował Władysław Wojewoda w 2003 r.

## Występowanie i siedlisko
Opisano jego występowanie w Ameryce Północnej, Europie, Azji i Afryce. W Polsce do 2003 roku podano tylko jedno stanowisko w Puszczy Białowieskiej, ale w późniejszych latach podano następne. Najbardziej aktualne podaje internetowy atlas grzybów. Znajduje się w nim na liście gatunków zagrożonych i wartych objęcia ochroną.
Saprotrof. Rośnie na próchniejącym drewnie zagrzebanym w ziemi oraz na próchniejących kłodach drzew liściastych.